# Den jyske Historiker
Den jyske historiker var et dansk tidsskrift for historisk forskning. Den jyske historiker var opfattet som et af landets førende faghistoriske tidsskrifter sammen med Historisk Tidsskrift og det idéhistoriske Slagmark. Tidsskriftet udsprang af miljøet omkring Historisk Institut på Aarhus Universitet, hvor det i februar 1969 så dagens lys. Indtil 1972 fungerede Den jyske Historiker primært som institutavis, men herefter var det udpræget et fagtidsskrift. I de første år bar det præg af artikler med fagkritisk, marxistisk udgangspunkt, men senere blev tidsskriftet karakteriseret ved ofte at præsentere nye metodiske og teoretiske tilgange til historiefaget. Derudover var tidsskriftet kendetegnet ved en bred international orientering kombineret med debat og aktuelle analyser af dansk historievidenskabs status.
Tidskriftet indeholdt artikler, og oversigter over dansk historieforskning samt kritiske anmeldelser om væsentlig litteratur om dansk historie. Hvert nummer var normalt tilknyttet et tema eller emneområde, som de enkelte artikler belyser på forskellig måde fx om mikrohistorie. Tidsskriftet blev nedlagt, men fortsætter i en vis form i det nye Temp, der fungerer som en videreførelse af Den jyske historiker, tidsskriftet Historie samt Nyt fra historien. Dette skete i 2010 på baggrund af ”de store og mange nye krav om internationalisering, bibliometrisk rangering og fagfællebedømmelse, som stilles til forskningstidsskrifter i dag.”